# Kærester (film fra 2016)
 For alternative betydninger, se Kærester (flertydig).
Kærester er en dansk film fra 2016, filmen er instrueret af Niels Holstein Kaa.

## Medvirkende
- Marie Mailand
- Niklas Herskind
- Nina Therese Rask Sønderborg
- Ane Helene Hovby
- Frederik Schouby Jørgensen
- Jevgeni Jevsikov
- Lau Halding Andersson
- Rasmus Voss

## Eksterne Henvisninger
- Kærester på Internet Movie Database (engelsk)
- Kærester på Filmdatabasen
- Kærester på danskfilmogtv.dk
- Kærester på The Movie Database (engelsk)